# Tour de Ski 2006-2007
Navigation
2007-2008
La 1re édition du Tour de Ski se déroule du 29 décembre 2006 au 7 janvier 2007 à travers trois pays européens. Cette première édition compte initialement huit étapes : deux en République tchèque, trois en Allemagne et trois en Italie. Organisée sur dix jours, cette compétition reprend le format du Tour de France en cyclisme et compte ainsi deux journées de repos. Le premier fondeur à franchir la ligne d'arrivée lors de l'épreuve finale disputée dans la Val di Fiemme est désigné vainqueur et se voit attribuer un chèque de 112 000 francs suisses (l'épreuve est dotée de 750 000 francs suisses). Par ailleurs disputé dans le cadre de l'édition 2007 de la coupe du monde de ski de fond, les vainqueurs homme et femme du Tour se voient attribuer 400 points au classement général de cette dernière.
Après l'annulation des épreuves inaugurales en République tchèque à cause du manque de neige, ce sont finalement deux pays que les sportifs traversent sur un total de six étapes. L'Allemand Tobias Angerer et la Finlandaise Virpi Kuitunen sont les premiers fondeurs à inscrire leur nom au palmarès du Tour de ski.

## Parcours

### Femmes
| Jour       | Lieu          | Épreuve                                       | Vainqueur              | Second                 | Troisième            |
| ---------- | ------------- | --------------------------------------------- | ---------------------- | ---------------------- | -------------------- |
| 29/12/2006 | Nové Město    | Prologue 3,0 km en style classique            | Épreuve annulée        | Épreuve annulée        | Épreuve annulée      |
| 30/12/2006 | Nové Město    | Poursuite 10,0 km en style libre              | Épreuve annulée        | Épreuve annulée        | Épreuve annulée      |
| 31/12/2006 | Munich        | Sprint 1,0 km en style libre                  | Marit Bjørgen          | Arianna Follis         | Chandra Crawford     |
| 01/01/2007 | Jour de repos | Jour de repos                                 | Jour de repos          | Jour de repos          | Jour de repos        |
| 02/01/2007 | Oberstdorf    | Double poursuite 2 × 5,0 km                   | Kristin Stormer Steira | Valentina Shevchenko   | Olga Savialova       |
| 03/01/2007 | Oberstdorf    | Distance 10,0 km style classique              | Petra Majdič           | Kristin Stormer Steira | Virpi Kuitunen       |
| 04/01/2007 | Jour de repos | Jour de repos                                 | Jour de repos          | Jour de repos          | Jour de repos        |
| 05/01/2007 | Asiago        | Sprint 1,0 km style libre                     | Virpi Kuitunen         | Marit Bjørgen          | Arianna Follis       |
| 06/01/2007 | Val di Fiemme | Distance - Mass start 15,0 km style classique | Virpi Kuitunen         | Aino Kaisa Saarinen    | Marit Bjørgen        |
| 07/01/2007 | Val di Fiemme | Poursuite - Montée finale 10,0 km style libre | Virpi Kuitunen         | Marit Bjørgen          | Valentina Shevchenko |

### Hommes
| Jour       | Lieu          | Épreuve                                       | Vainqueur           | Second              | Troisième       |
| ---------- | ------------- | --------------------------------------------- | ------------------- | ------------------- | --------------- |
| 29/12/2006 | Nové Město    | Prologue 4,5 km en style classique            | Épreuve annulée     | Épreuve annulée     | Épreuve annulée |
| 30/12/2006 | Nové Město    | Poursuite 15,0 km en style libre              | Épreuve annulée     | Épreuve annulée     | Épreuve annulée |
| 31/12/2006 | Munich        | Sprint 1,2 km en style libre                  | Christoph Eigenmann | Devon Kershaw       | Roddy Darragon  |
| 01/01/2007 | Jour de repos | Jour de repos                                 | Jour de repos       | Jour de repos       | Jour de repos   |
| 02/01/2007 | Oberstdorf    | Double poursuite 2 × 10,0 km                  | Vincent Vittoz      | Aleksandr Legkov    | Tobias Angerer  |
| 03/01/2007 | Oberstdorf    | Distance 15,0 km style classique              | Franz Göring        | René Sommerfeldt    | Tobias Angerer  |
| 04/01/2007 | Jour de repos | Jour de repos                                 | Jour de repos       | Jour de repos       | Jour de repos   |
| 05/01/2007 | Asiago        | Sprint 1,2 km style libre                     | Tor Arne Hetland    | Thobias Fredriksson | Petter Northug  |
| 06/01/2007 | Val di Fiemme | Distance - Mass start 30,0 km style classique | Eldar Rønning       | Ivan Alypov         | Sami Jauhojärvi |
| 07/01/2007 | Val di Fiemme | Poursuite - Montée finale 15,0 km style libre | Tobias Angerer      | Aleksandr Legkov    | Simen Østensen  |

## Classement général final
| Rang | Nom                     | Pays               | Temps             |
| ---- | ----------------------- | ------------------ | ----------------- |
| 1    | Virpi Kuitunen          | Finlande           | 2 h 20 min 15 s 3 |
| 2    | Marit Bjørgen           | Norvège            | 2 h 21 min 32 s 8 |
| 3    | Valentina Shevchenko    | Ukraine            | 2 h 21 min 36 s 1 |
| 4    | Aino Kaisa Saarinen     | Finlande           | 2 h 21 min 37 s 1 |
| 5    | Kateřina Neumannová     | République tchèque | 2 h 21 min 39 s 1 |
| 6    | Petra Majdič            | Slovénie           | 2 h 22 min 07 s 3 |
| 7    | Kristin Stormer Steira  | Norvège            | 2 h 22 min 08 s 3 |
| 8    | Evi Sachenbacher-Stehle | Allemagne          | 2 h 22 min 13 s 5 |
| 9    | Vibeke Skofterud        | Norvège            | 2 h 22 min 39 s 0 |
| 10   | Viola Bauer             | Allemagne          | 2 h 22 min 56 s 8 |

| Rang | Nom               | Pays      | Temps             |
| ---- | ----------------- | --------- | ----------------- |
| 1    | Tobias Angerer    | Allemagne | 3 h 29 min 49 s 7 |
| 2    | Aleksandr Legkov  | Russie    | 3 h 30 min 36 s 1 |
| 3    | Simen Østensen    | Norvège   | 3 h 30 min 39 s 9 |
| 4    | Petter Northug    | Norvège   | 3 h 30 min 56 s 7 |
| 5    | Tor Arne Hetland  | Norvège   | 3 h 30 min 59 s 1 |
| 6    | Franz Göring      | Allemagne | 3 h 31 min 08 s 4 |
| 7    | Sami Jauhojärvi   | Finlande  | 3 h 31 min 14 s 0 |
| 8    | Eugeni Dementiev  | Russie    | 3 h 31 min 21 s 9 |
| 9    | Jens Filbrich     | Allemagne | 3 h 31 min 24 s 5 |
| 10   | Nikolaï Pankratov | Russie    | 3 h 31 min 35 s 8 |